# Бителёво (Псковская область)
Бителёво — деревня в Великолукском районе Псковской области России. Входит в состав сельского поселения «Переслегинская волость».
Расположена в центре района, в 8 км к северо-западу от райцентра Великие Луки и в 1 км к востоку от волостного центра Переслегино.
Численность населения по оценке на 2000 год составляла 28 человек, на 2010 год — 35 человек.